# Brostugan, Ågesta

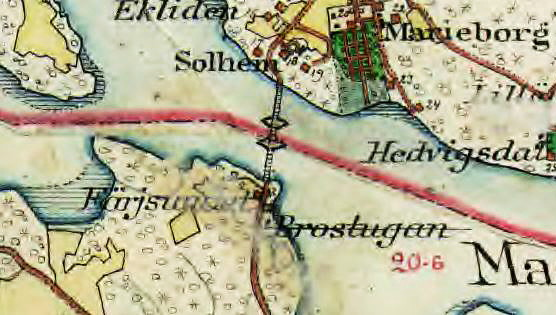
Färjsundet omkring 1900.

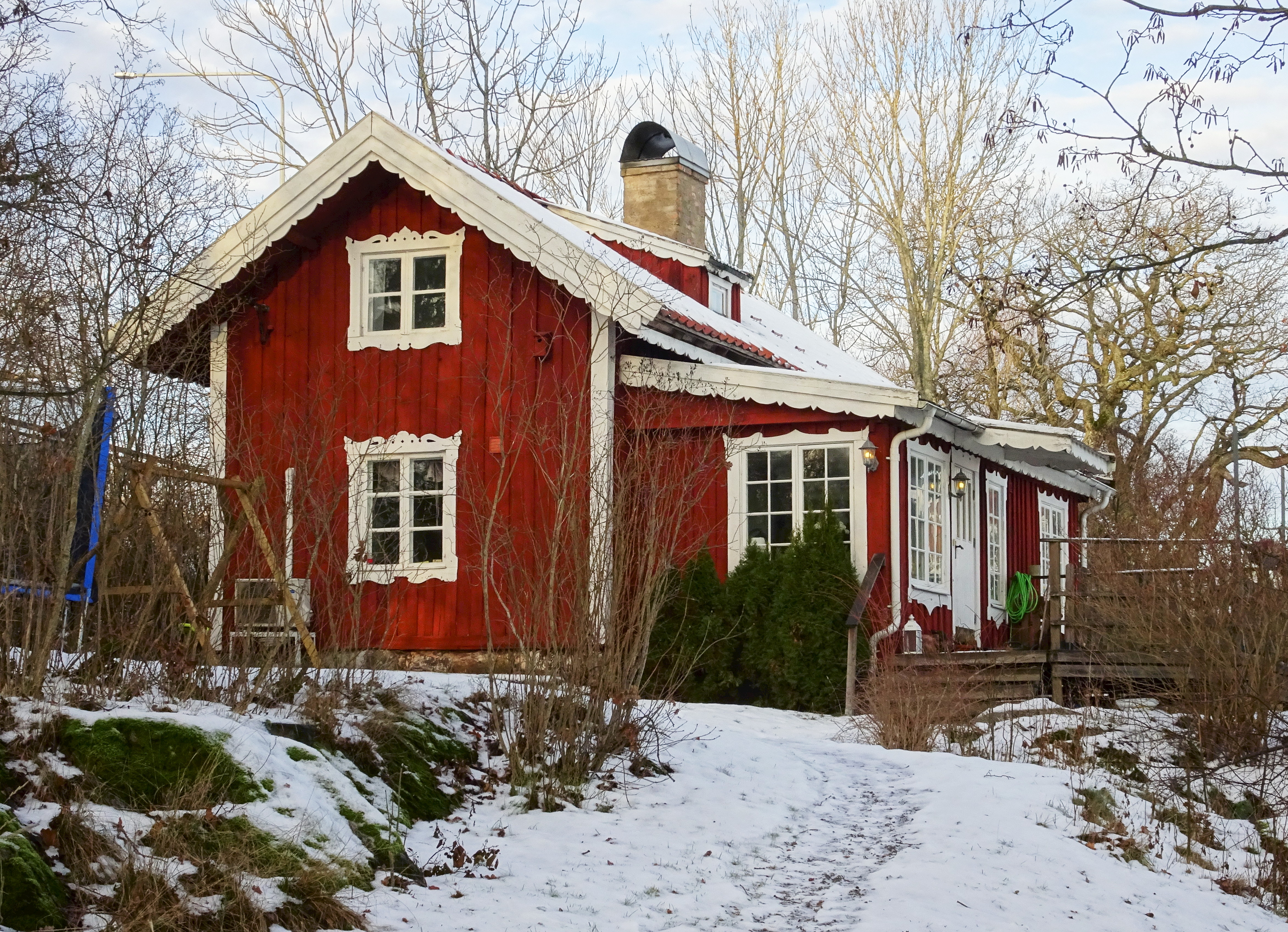
Brostugan, Ågesta, 2018.

Brostugan (även kallad Färjsundet) är ett före detta torp beläget vid dagens Ågesta broväg intill Ågestabrons södra brofäste i Huddinge kommun, Stockholms län. Idag är stugan privatbostad.

## Historik
Enligt husförhörslängden från 1689 var Färjsundet eller Brostugan ett torp under Ågesta gård. I 1749 års jordebok är det upptaget som ett skattelagt torp på Ågesta ägor. Torpets läge, på en liten udde vid sjön Magelungen, gjorde att det även blev ett färjeställe för en färja som trafikerade över det cirka 170 meter breda sundet. Torparen var således även färjkarl. Dessutom bedrev han en krogrörelse i stugan. Över sundet passerade landsvägen mellan gårdarna Ågesta och Farsta och mitt i sundet gick gränsen mellan Huddinge socken i söder och Brännkyrka socken i norr. Idag går här gränsen mellan Stockholms och Huddinges kommuner.
I slutet av 1800-talet anlades den första fasta förbindelsen över sundet i form av en flottbro med öppningsbar mittdel. Den siste torparen vid Färjsundet hette Karl Gustaf Ferndahl. Han lämnade torpet 1920 tillsammans med sin hustru Sofia Larsson. Efter honom övertogs stället av Ågestas skogvaktare som då bytte torpets namn till Brostugan och hade ett kafé där. För att passera över bron fick man betala en broavgift. 
År 1924 byggdes den första fasta bron som bekostades av Lennart Hellstedt, dåvarande ägaren på Ågesta. Till en börja fanns broavgiften kvar. I oktober 1974 invigdes nuvarande betongbro. Brostugan existerar fortfarande i ombyggt skick och ligger på östra sidan bakom den höga vägbanan vid Ågestabrons södra brofäste. År 2005 uppfördes  en enfamiljsvilla på samma tomt (Limformen 1) norr om Brostugan.